# 李兴湖
李兴湖（1970年7月—），汉族，中国共产党党员。中华人民共和国政治人物。

## 生平
李氏长期在福建交通部门任职，曾任国有企业福建省交通集团董事、副董事长，福建交通集团党委书记、董事长兼总经理，福建省港口集团董事长等职。2021年，出任福建省交通运输厅厅长。2023年7月，接替已经升任福建省政协副主席的黄如欣，担任中共三明市委书记。
2024年5月，出任福建省人民政府党组成员、副省长 。